# Metro van Brasilia
De metro van Distrito Federal is het metrostelsel van de hoofdstad van Brazilië. Dit grotendeels bovengrondse systeem (lokaal bekend als Metrô) verbindt enkele buitenwijken met het centrale gedeelte van deze geplande stad. Anno 2010 bestaat uit het netwerk uit twee in een Y-vorm aangelegde lijnen, die op de oostelijke helft stations en sporen delen en in het westen vertakken. De metro wordt geëxploiteerd door de Companhia do Metropolitano do Distrito Federal S.A., een staatsbedrijf in handen van het federale district. De bouw van het stelsel heeft een groeispurt veroorzaakt in enkele westelijke voorsteden van de ruim opgezette stad.
Met een inwoneraantal van 2,6 miljoen in Brasilia zelf en nog een miljoen in de voorsteden (IBGE, 2008) is de stad in vijftig jaar snel gegroeid. Door de eveneens stijgende vervoersvraag ontstond een langdurige discussie over adequaat openbaar vervoer. In 1992 werd begonnen met de bouw van de metro, met een destijds geplande opening in 1999. Onder meer vanwege financiële problemen werd de bouw vertraagd, zodat enigszins verlaat begin 2001 de inauguratie van het systeem plaatsvond. In de herfst van 2001 reed de metro voor het eerst met een echte dienstregeling. Er werd gekozen om menig oorspronkelijk wel gepland station ongeopend te laten, om zo snel mogelijk met het vervoer te kunnen beginnen. In 2002, 2004, 2008 en de daaropvolgende jaren tot 2020 werden nog meerdere van die tussenliggende stations geopend.

## Lijnen
Het metrostelsel bestaat uit de volgende twee lijnen:
| Lijn   | Terminals           | Geopend | Lengte | Stations |
| ------ | ------------------- | ------- | ------ | -------- |
| Groen  | Central ↔ Ceilândia | 2001    | 32 km  | 20       |
| Oranje | Central ↔ Samambaia | 2001    | 29 km  | 16       |
| Totaal | Totaal              | Totaal  | 42 km  | 24       |

## Galerij

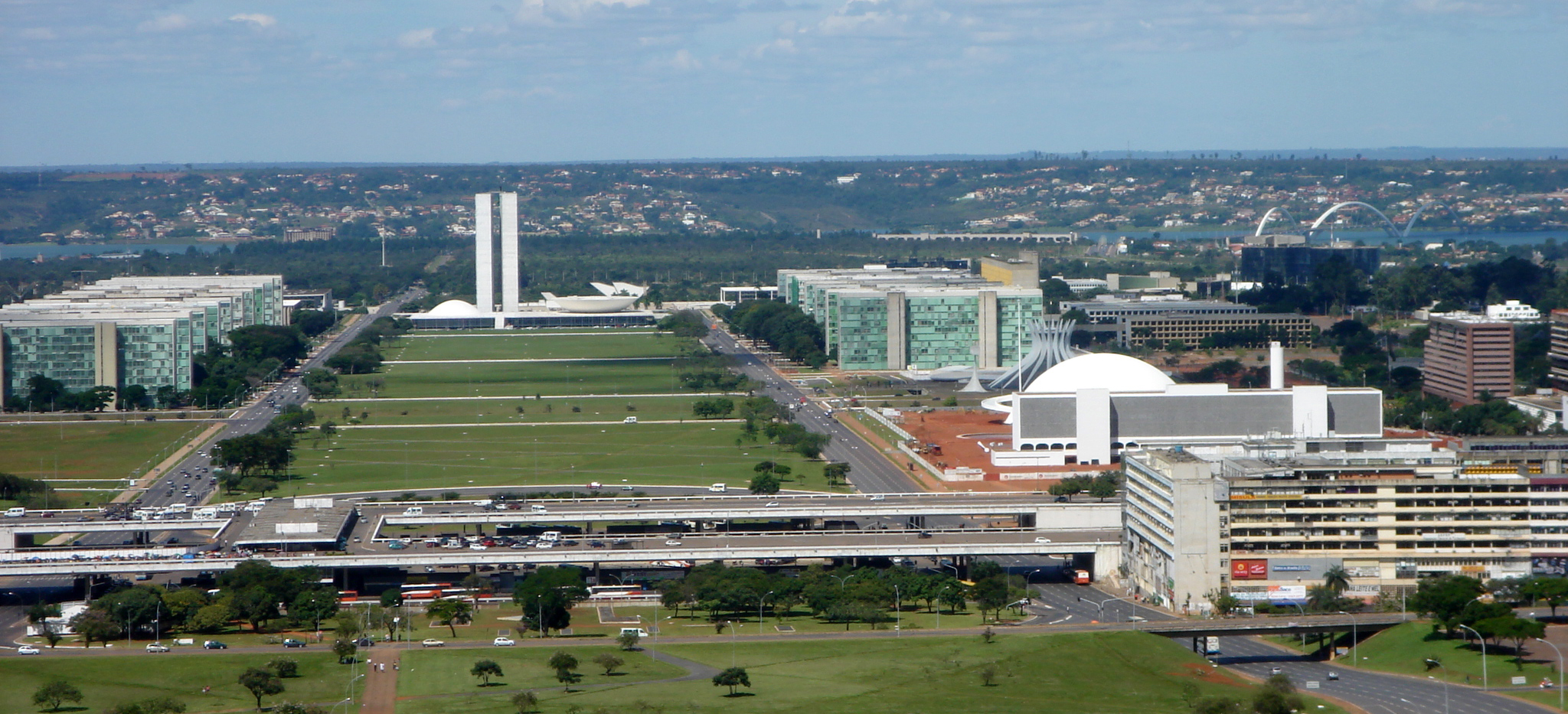
Busstation boven eind- station Central, nabij de regeringszetel van Brazilië
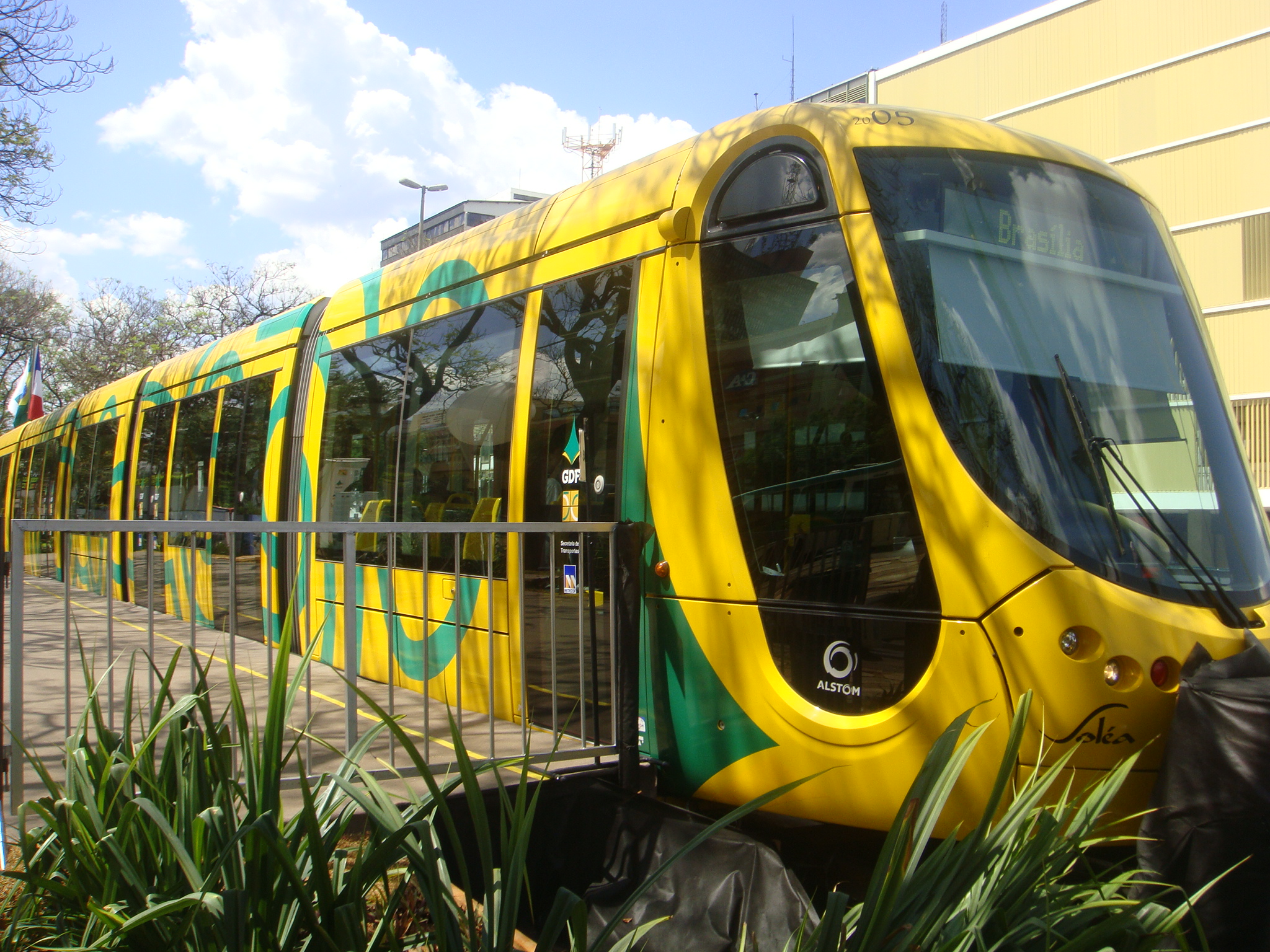
Voorbeeld van een tramstel, een Alstom Citadis Soléa